# سن-سن-دنی
سن-سن-دونی (به فرانسوی: Seine-Saint-Denis) نود و سومین شهرستان فرانسه است. شهرستان سن-سن-دنی در شمال فرانسه قرار دارد. این شهرستان از سمت شمال و شمال شرق پاریس با این شهر همسایه است. این شهرستان زیرمجموعه ناحیه ایل-دو-فرانس می‌باشد. با وجود این که مساحت این شهرستان فقط ۲۳۶ کیلومتر مربع می‌باشد، جمعیت آن بالغ بر ۱٬۵۰۲٬۳۴۰ نفر می‌باشد. شهرستان‌های سن-سن-دنی، وال-دو-مارن و او-دو-سن سه شهرستان کوچک فرانسه هستند که در مجموع شهر پاریس (شهرستان پاریس) را احاطه کرده‌اند.

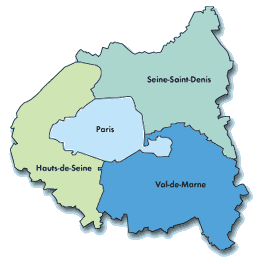
شهرستان‌های سن-سن-دنی (ناحیه بالایی)، وال-دو-مارن (ناحیه پایینی سمت راست) و او-دو-سن (ناحیه سمت چپ) سه شهرستان کوچک فرانسه هستند که در مجموع شهر پاریس یا شهرستان پاریس (ناحیه داخلی) را احاطه کرده‌اند.